# 척순
척순(拓純, 1088년 ∼ 1126년)은 고려 중기의 관료이다. 본관은 곡산(谷山). 검교대장군(檢校大將軍) 척위공(謂恭)의 손자이며, 척준경(拓俊京)의 아들이다.

## 생애
1122년 인종이 즉위하자 외척 이자겸(李資謙)이 집권하였는데, 척준경이 이들과 결당(結黨)함으로써 그의 집안은 권문(權門)이 되었다.
내시로 있다가 1126년 내시 김찬(金粲) 뒤에 安으로 개명) 안보린(安甫鱗) 및 상장군 최탁(崔卓)·오탁(吳卓) 등이 이자겸을 축출하려는 거사를 일으켰을 때 피살되었다. 이자겸과 척준경에 의하여 거사가 진압된 뒤 호부원외랑에 추증되었다.

## 가계
- 조부 : 검교대장군(檢校大將軍) 척위공(拓謂恭)
  - 아버지 : 척준경(拓俊京, 1062？ ~ 1144)
  - 어머니 : 제안군대부인(齊安郡大夫人) 황씨(黃氏)
    - 문신 : 척순(拓純, 1088？ ∼1126)

  - 숙부 : 척준신(拓俊臣, 1171？ ∼1126)